# Маклендон-Чисголм (Техас)
Маклендон-Чисголм (англ. McLendon-Chisholm) — місто (англ. city) в США, в окрузі Рокволл штату Техас. Населення — 3562 особи (2020).

## Географія
Маклендон-Чисголм розташований за координатами 32°51′2″ пн. ш. 96°23′32″ зх. д. / 32.85056° пн. ш. 96.39222° зх. д. (32.850577, -96.392092).  За даними Бюро перепису населення США в 2010 році місто мало площу 25,16 км², з яких 24,62 км² — суходіл та 0,53 км² — водойми.

## Демографія
Згідно з переписом 2010 року, у місті мешкали 1373 особи в 454 домогосподарствах у складі 398 родин. Густота населення становила 55 осіб/км².  Було 475 помешкань (19/км²).
Расовий склад населення:
| - 94,4 % — білих - 2,0 % — чорних або афроамериканців - 0,4 % — азіатів - 0,1 % — вихідців з тихоокеанських островів - 0,1 % — корінних американців - 1,7 % — осіб інших рас |

До двох чи більше рас належало 1,2 %. Частка іспаномовних становила 6,6 % від усіх жителів.
За віковим діапазоном населення розподілялося таким чином: 28,8 % — особи молодші 18 років, 61,0 % — особи у віці 18—64 років, 10,2 % — особи у віці 65 років та старші. Медіана віку мешканця становила 41,4 року. На 100 осіб жіночої статі у місті припадало 101,9 чоловіків;  на 100 жінок у віці від 18 років та старших — 99,2 чоловіків також старших 18 років.
Середній дохід на одне домашнє господарство  становив 122 622 долари США (медіана — 110 625), а середній дохід на одну сім'ю — 134 571 долар (медіана — 123 095). Медіана доходів становила 70 694 долари для чоловіків та 53 889 доларів для жінок. За межею бідності перебувало 2,8 % осіб, у тому числі 2,9 % дітей у віці до 18 років та 0,0 % осіб у віці 65 років та старших.
Цивільне працевлаштоване населення становило 780 осіб. Основні галузі зайнятості: освіта, охорона здоров'я та соціальна допомога — 20,6 %, виробництво — 10,0 %, мистецтво, розваги та відпочинок — 9,7 %.